# Gorgonien
Die Einteilung der Lebewesen in Systematiken ist kontinuierlicher Gegenstand der Forschung. So existieren neben- und nacheinander verschiedene systematische Klassifikationen. 
Das hier behandelte Taxon ist durch neue Forschungen obsolet geworden oder ist aus anderen Gründen nicht Teil der in der deutschsprachigen Wikipedia dargestellten Systematik.

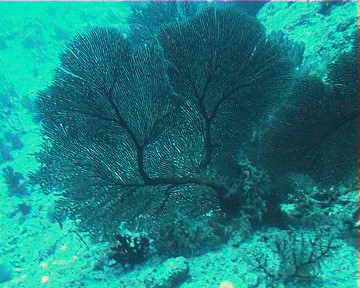
Fächerförmige Gorgonie

Als Gorgonien (Gorgonacea), Hornkorallen oder Seefächer (Ez. Gorgonie; selten Gorgonia oder Gorgonarie) werden eine Gruppe ähnlicher Weichkorallen aus der Unterklasse Octocorallia bezeichnet.

## Allgemeines
Alle Gorgonien haben, wie alle ihre Verwandten aus der Unterklasse Octocorallia, Polypen mit acht gefiederten Tentakeln. Hornkorallen leben in allen Weltmeeren, wo sie vom Flachwasser bis in die Tiefsee nachgewiesen wurden. Ein Foto der Titanic in 4000 Metern Tiefe zeigt eine Gorgonie, die auf dem  Wrack wächst. Die Korallenriffe der Karibik werden von Gorgonien geprägt, da sie dort besonders häufig vorkommen. Die meisten in der Karibik lebenden Arten leben in einer Endosymbiose mit einzelligen, symbiotischen Algen (Zooxanthellen).

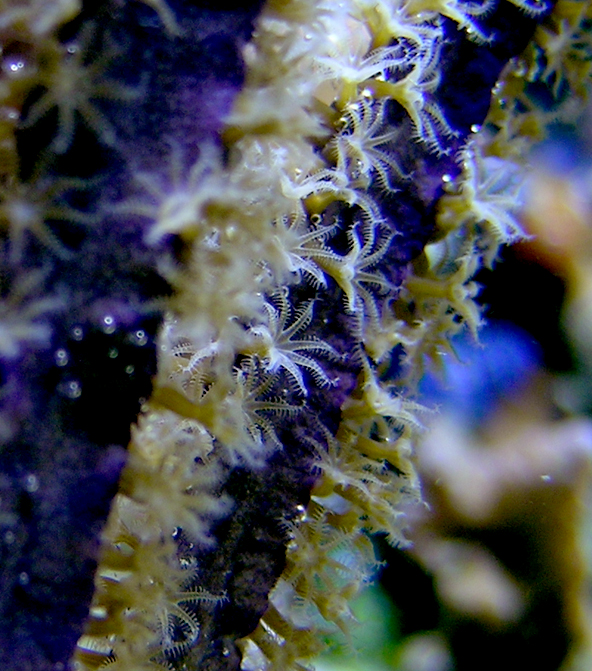
Nahaufnahme der Polypen einer Gorgonie, in einem Riffaquarium

## Systematische Einordnung
Die Gorgonien bilden keine monophyletische Einheit, sondern werden nur wegen ihrer ähnlichen Wuchsform und des Skeletts aus der hornähnlichen Substanz Gorgonin als Gruppe betrachtet. Sie wurden ursprünglich als Ordnung eingestuft, zu der zwei noch heute taxonomisch anerkannte Unterordnungen (Calcaxonia und Holaxonia) und eine Gruppe (Scleraxonia) gehörten.

## Einige Beispiele

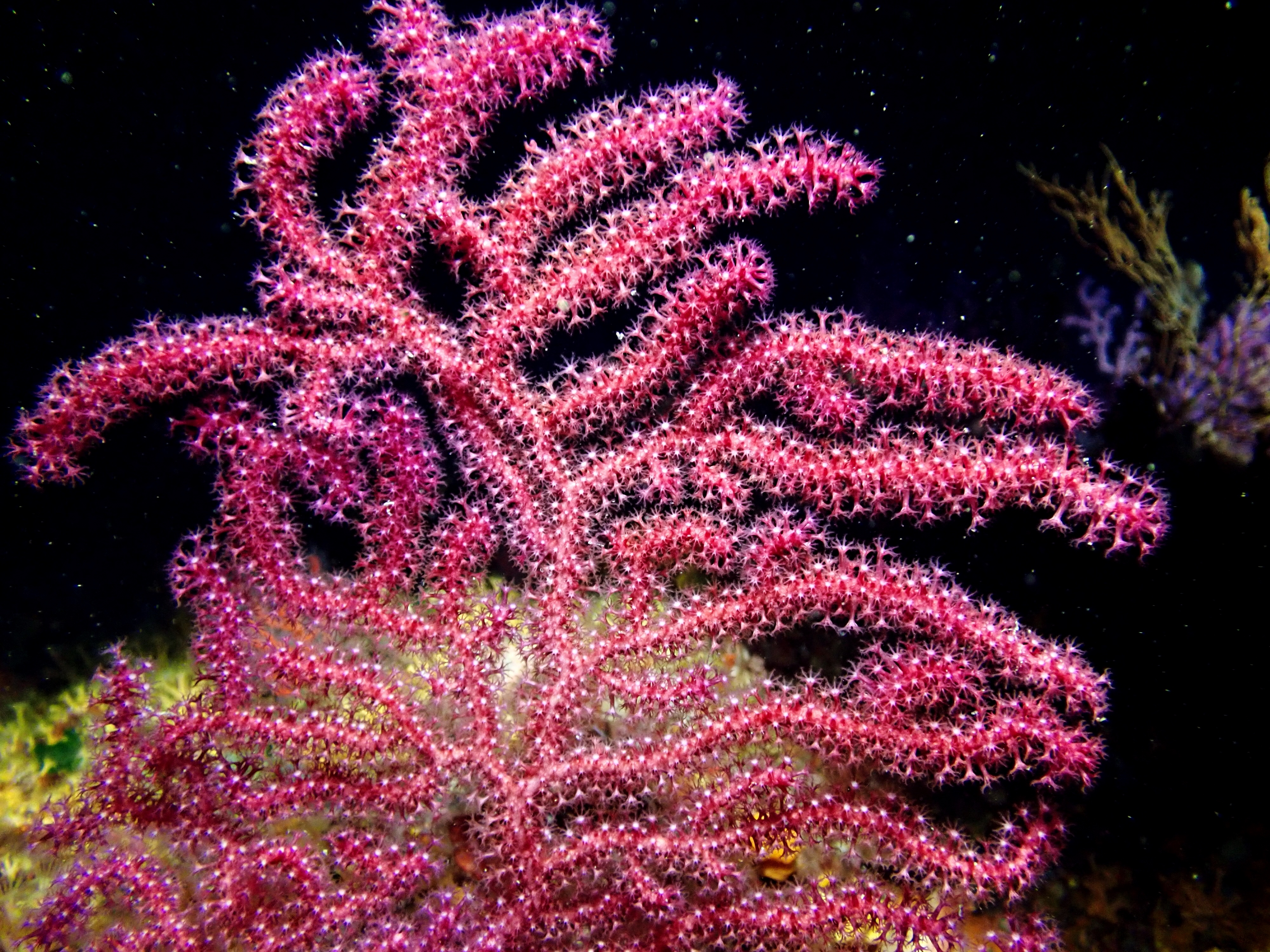
Paramuricea clavata Côte bleue Farbwechselnde Gorgonie, (Paramuricea clavata) bei Marseille
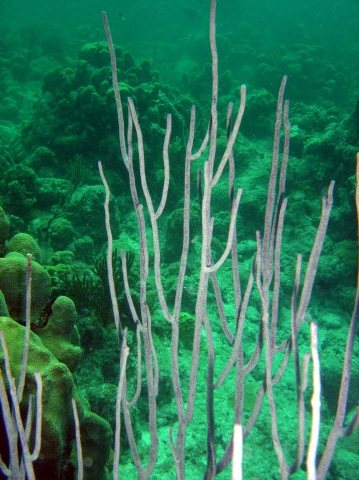
Eine Ellisella elongata aus der Familie der Ellisellidae, bei Kuba
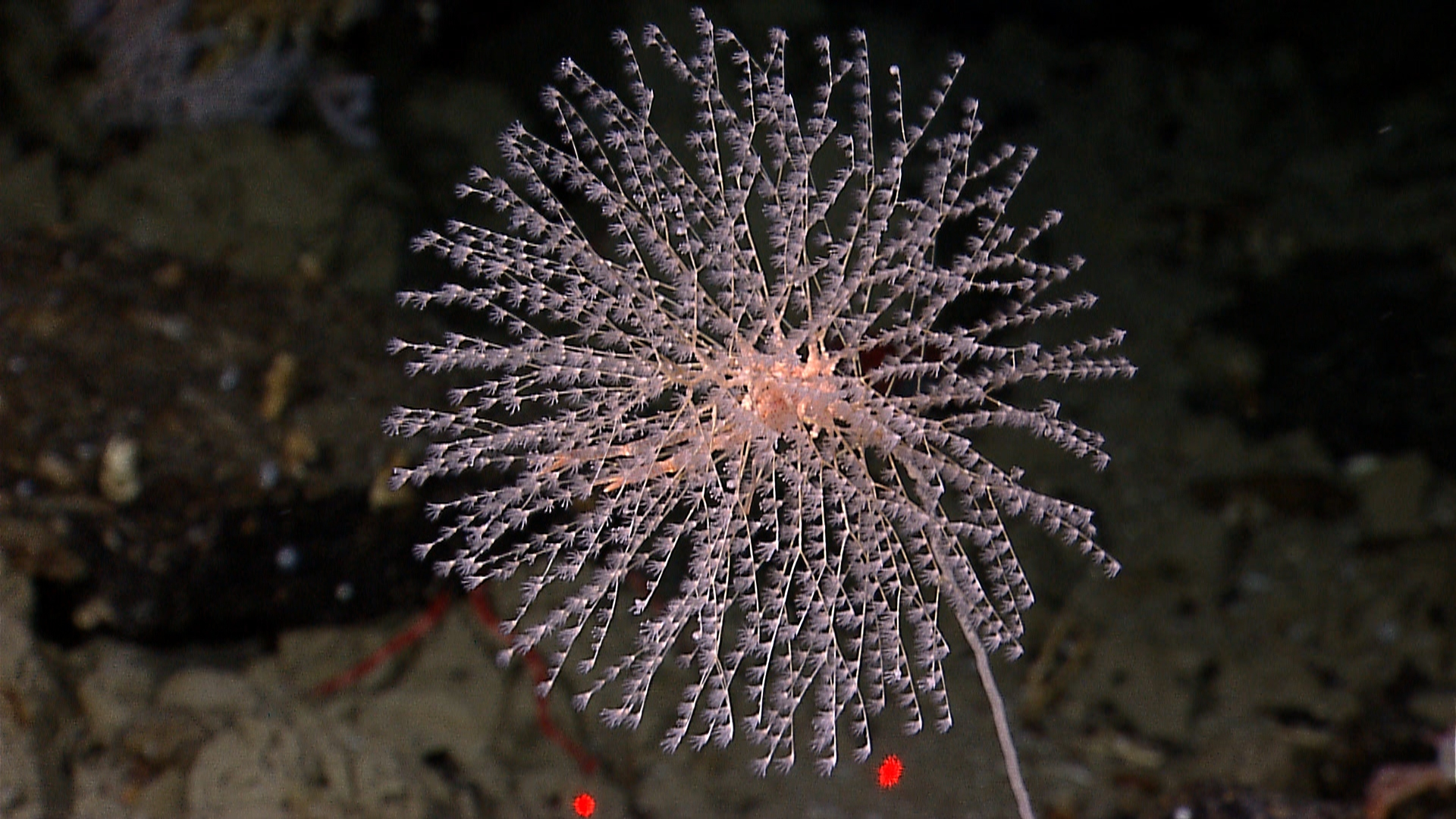
Achtstrahlige Weichkoralle aus der Gattung Metallogorgia aus der Familie derChrysogorgiidae, aufgenommen bei einer der Tiefseeexpedition, NOAA (2010)
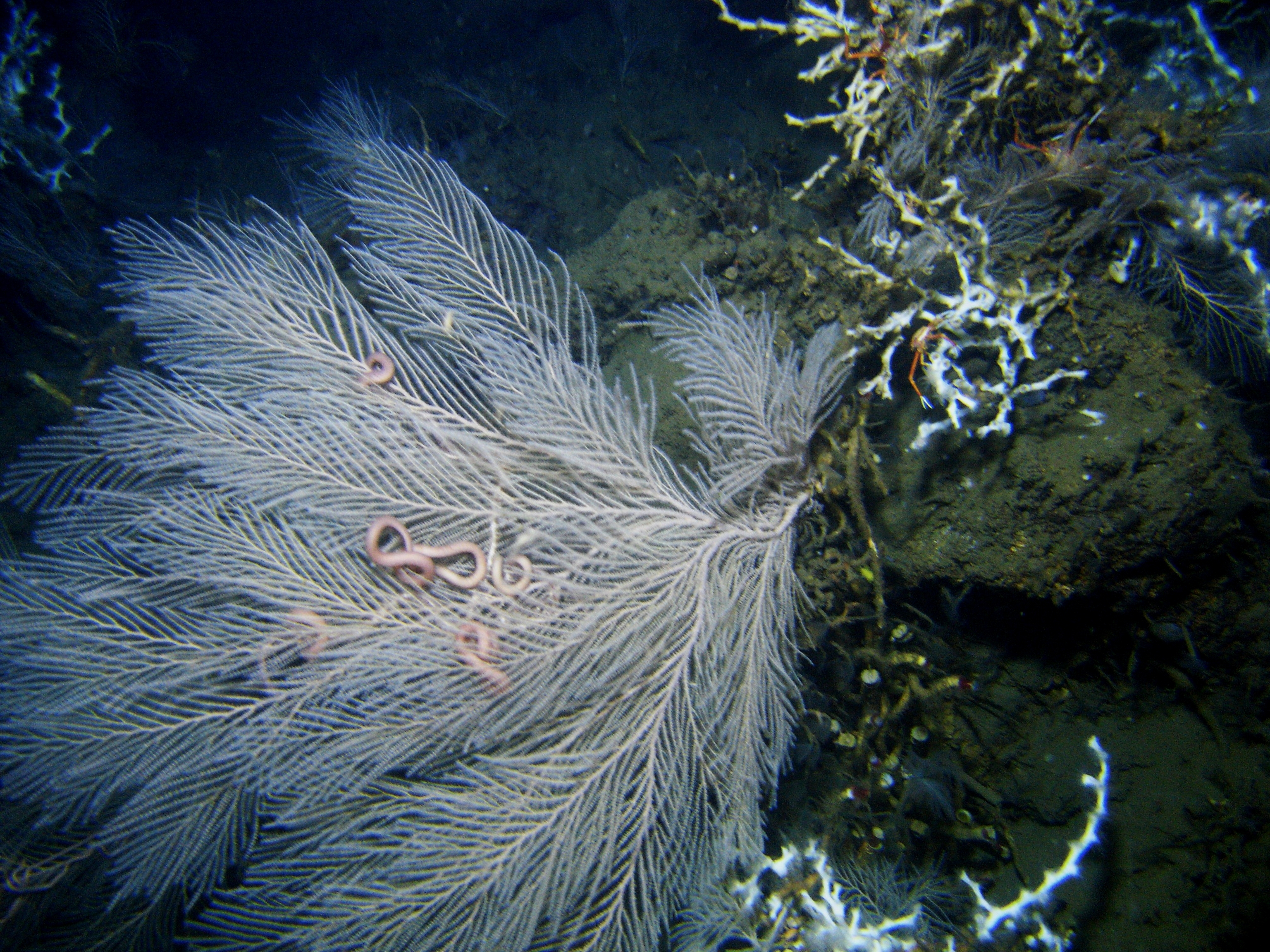
Callogorgia americana aus der Familie derPrimnoidae, aufgenommen bei einer der Tiefseeexpedition, NOAA (2018)